# Coleophora epijudaica
Espèce
 (septembre 2016).
Si vous disposez d'ouvrages ou d'articles de référence ou si vous connaissez des sites web de qualité traitant du thème abordé ici, merci de compléter l'article en donnant les références utiles à sa vérifiabilité et en les liant à la section « Notes et références ».
Coleophora epijudaica est une espèce de lépidoptères (un papillon de nuit) de la famille des Coleophoridae. On le trouve principalement en Crète, en Espagne et dans les Territoires palestiniens.